# Protium carolense
Protium carolense är en tvåhjärtbladig växtart som beskrevs av D.C. Daly. Protium carolense ingår i släktet Protium och familjen Burseraceae. Inga underarter finns listade i Catalogue of Life.